# Port Pierre-Canto
Pour les articles homonymes, voir Port (homonymie) et Canto.
Le port Pierre-Canto ou port Canto est un port de plaisance-marina d'environ 530 places d'amarrage de la ville de Cannes sur la Côte d'Azur. Second port de la ville après le Vieux-Port de Cannes, il est inauguré le 19 juillet 1965. Il est géré par la municipalité de Cannes depuis 2002, après quarante années d'exploitation privée,. 

## Géographie
Le port Pierre-Canto est un port de la mer Méditerranée situé à l'est de la baie de Cannes, à l'extrémité de La Croisette, dans le quartier de la Pointe Croisette.

## Historique

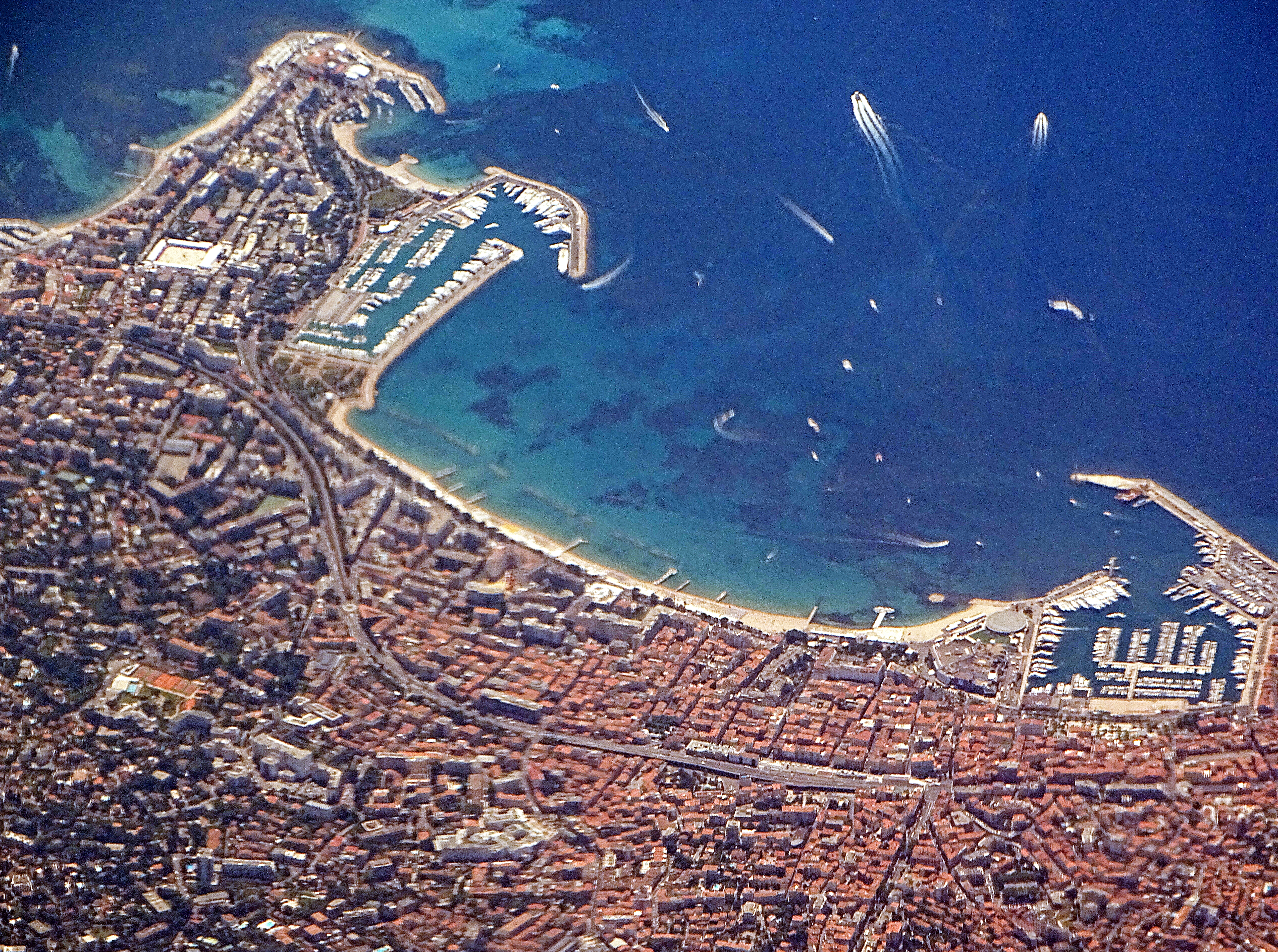
A gauche de La Croisette, sur la Pointe Croisette, face à la baie de Cannes, et au Vieux-Port de Cannes à droite.

Au XIXe siècle, la Pointe Croisette au bout du chemin de la Croisette est une côte rocheuse où seule existe une activité ostréicole, jusqu'à l'ouverture d'un restaurant spécialisé dans les fruits de mer exploité jusque dans les années 1920. Un projet immobilier pharaonique, dont le coût est estimé à 300 millions de francs, voit alors le jour, comprenant, sur une superficie de 10 000 m2 à proximité du tout nouveau palace-casino Palm Beach, un port de plaisance, une salle de spectacle de huit cents places, un palais des sports et des activités annexes (hydrothérapie, hammam, piscines, commerces, salons de réception). Les travaux débutent en 1929 par un apport de terre permettant de gagner 19 000 m2 sur la mer et par la construction des structures du palais des sports et le creusement des bassins. En 1934, le chantier est interrompu faute de capitaux et ne reprendra jamais. Les structures restent à l'état de ruines. Les terrains sont utilisés pour la création des espaces verts du Jardin Albert 1er.

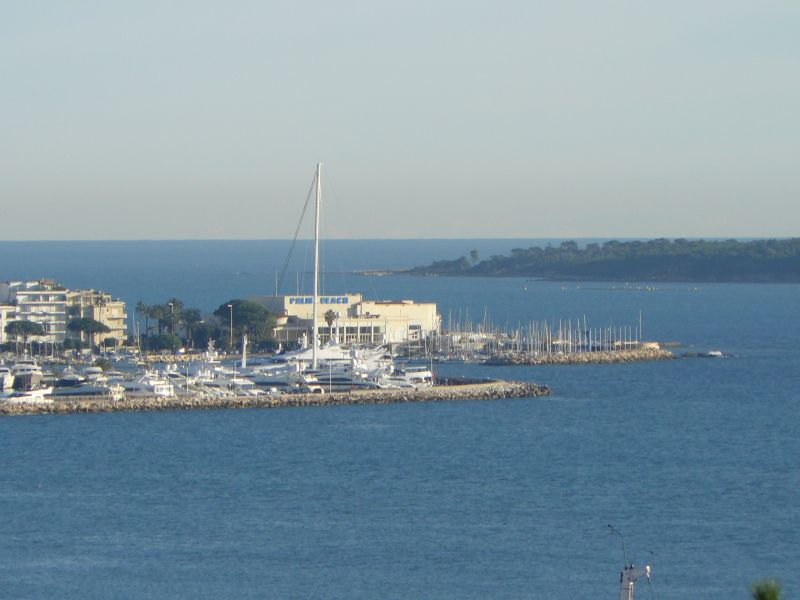
Vue avec le palace Palm Beach

À partir de 1955, la ville de Cannes envisage la construction d'un port de plaisance de prestige. Le conseil municipal en accepte l'augure mais pose la condition qu'il ne soit d'aucune charge pour la collectivité. En 1958, Pierre Canto, administrateur local de sociétés (mort en 1995), propose un nouveau projet, plus ambitieux que le précédent et s'étendant jusqu'à Pierrelongue.
L’État, représenté par son ministre, Marc Jacquet, accorde une concession de 50 ans à la Société de Pierre Canto, l'International Sporting Yachting Club de la Mer (I.S.Y.C.M), par un arrêté du 13 mars 1964. Bernard Cornut-Gentille, maire de Cannes, et le conseil municipal ont donné un avis favorable en septembre 1963. Le projet est autorisé et les travaux commencent en 1964. Le coût de l'opération, d'un montant de huit millions de francs, est totalement financé par Pierre Canto. 
Premier port privé d'Europe à sa construction, et second port de Cannes, il est baptisé « Port Pierre-Canto » en septembre 1966, avec pour parrain et marraine le prince Rainier III de Monaco et son épouse la princesse Grâce.
Le port Pierre-Canto, deuxième port de la ville après le Vieux-Port de Cannes, est inauguré après dix-huit mois de travaux, le 19 juillet 1965. Il est depuis largement pris en exemple. La société anonyme I.S.Y.C.M - Second port de Cannes, présidée par Pierre Canto, en obtient la concession pour une durée de cinquante ans. Après le transfert de gestion à la ville en 2002, les héritiers de Pierre Canto réclament à la municipalité un pourcentage du chiffre d'affaires du port en compensation de l'utilisation du nom de leur père qui était protégé par un contrat d'usage. Ils sont déboutés par la cour d'appel d'Aix-en-Provence en 2012.

## Caractéristiques
Le port a une capacité d'accueil d'environ 530 bateaux de moins de 90 m, sur pontons. 

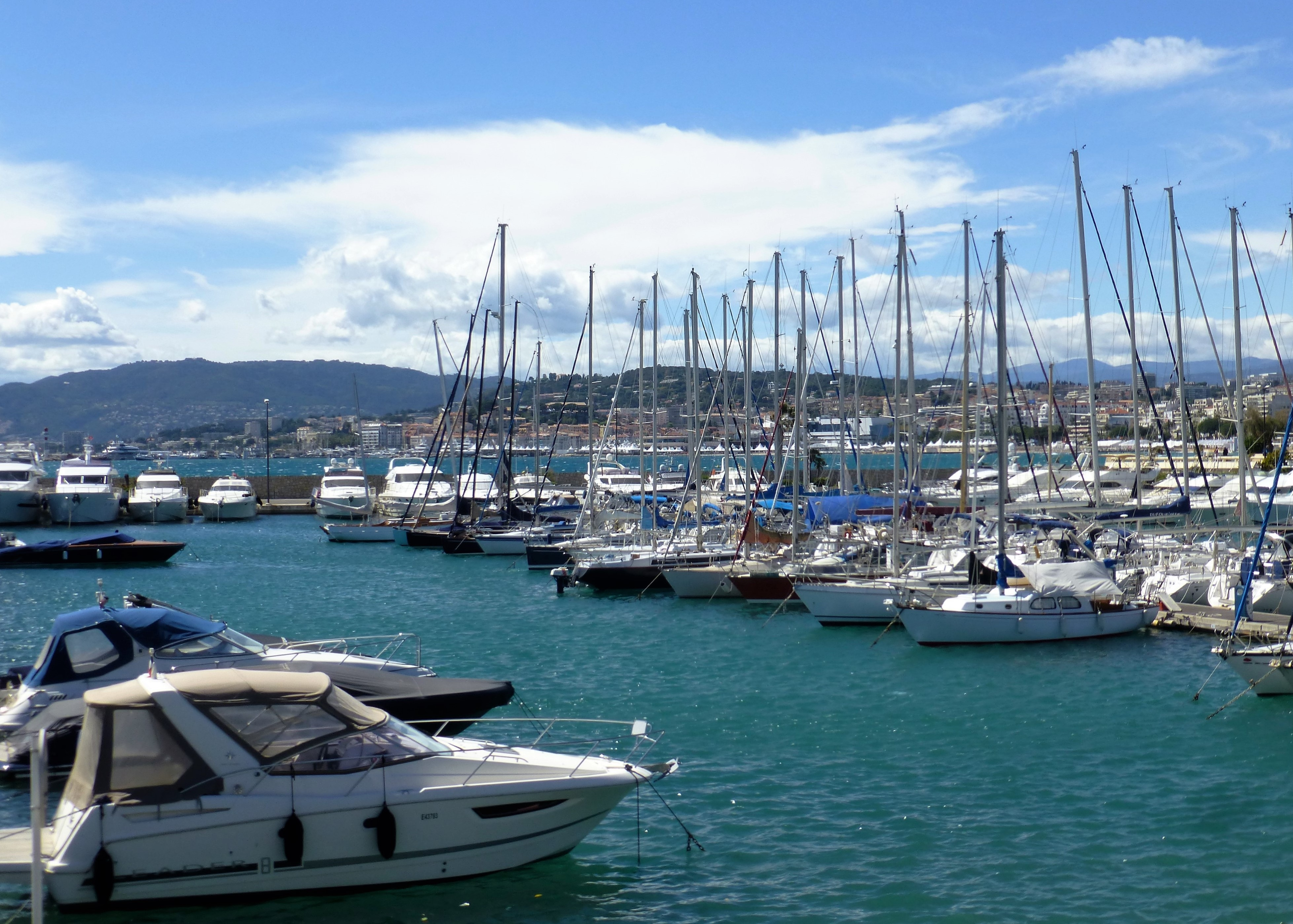
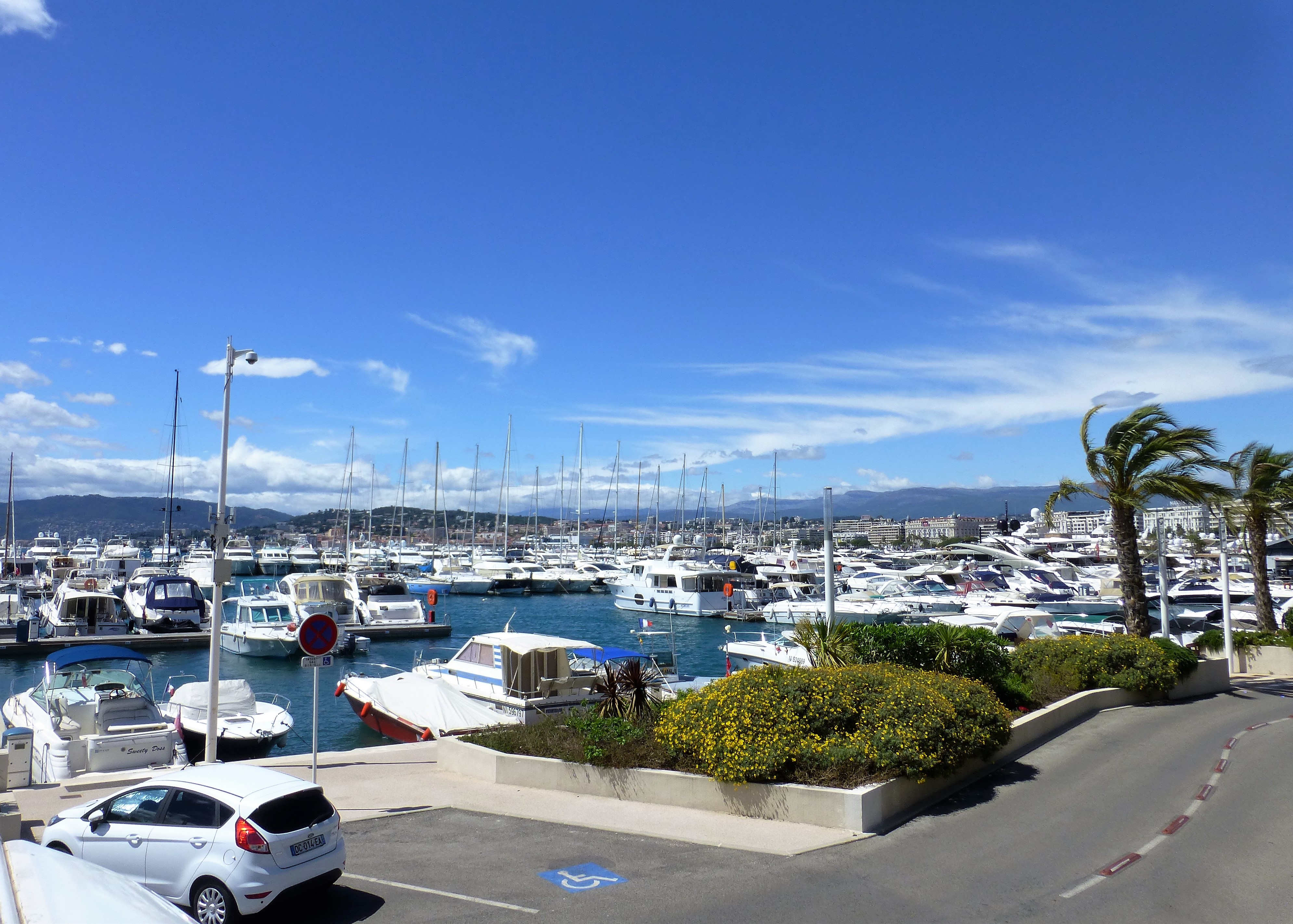
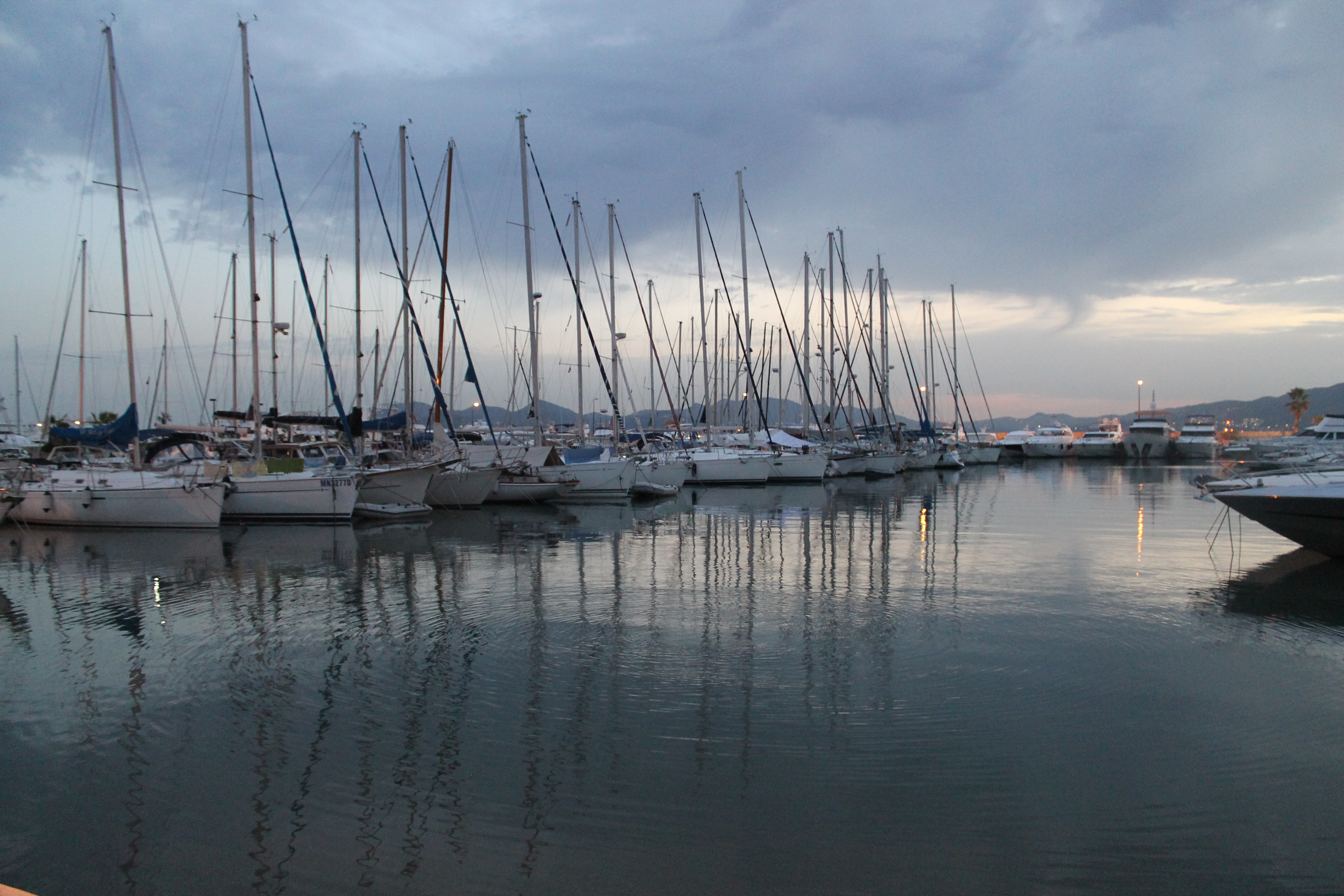
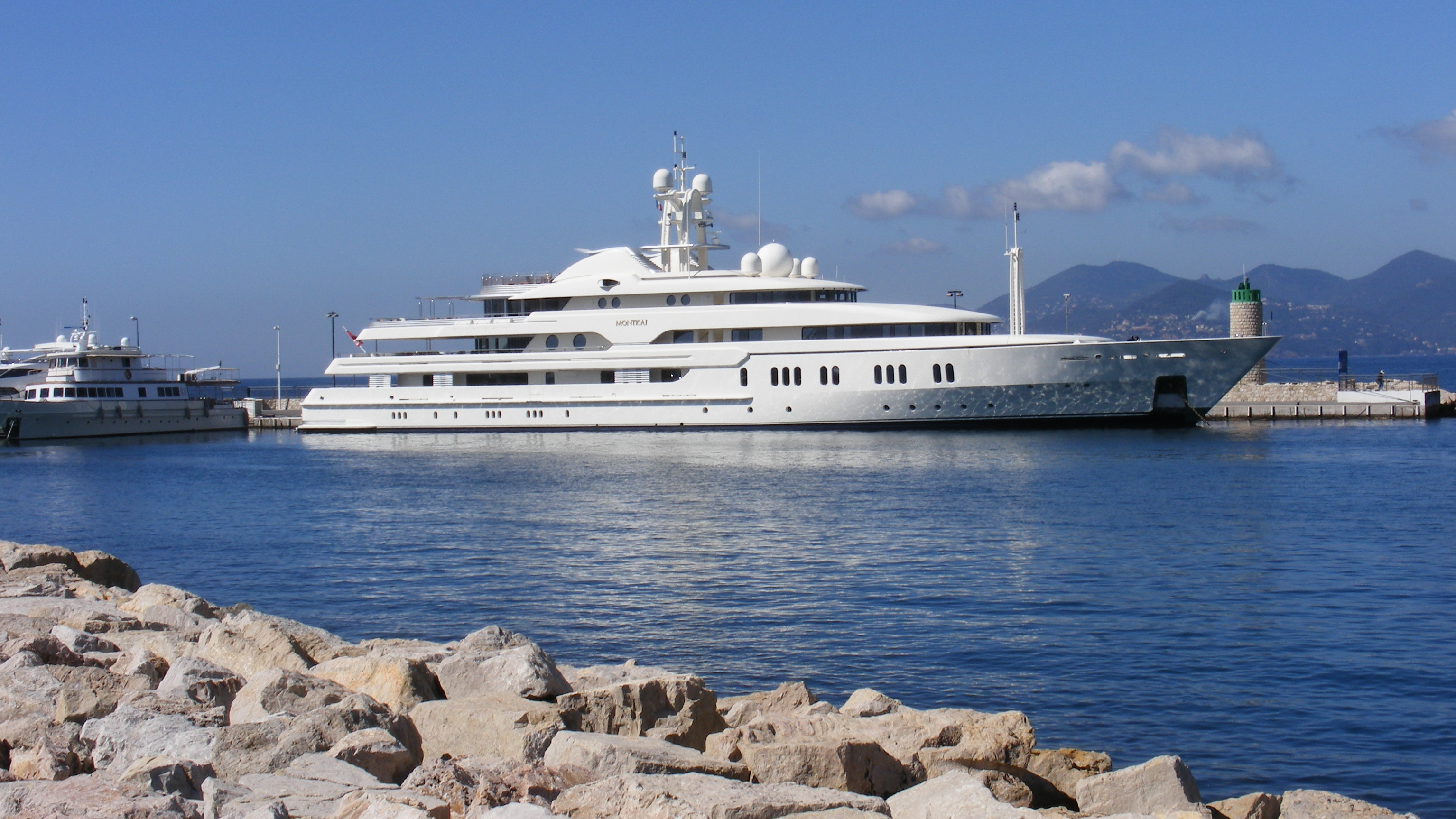

## Aménagements
L'ancien Club House est démoli en 2010 pour être remplacé par diverses installations actuelles.

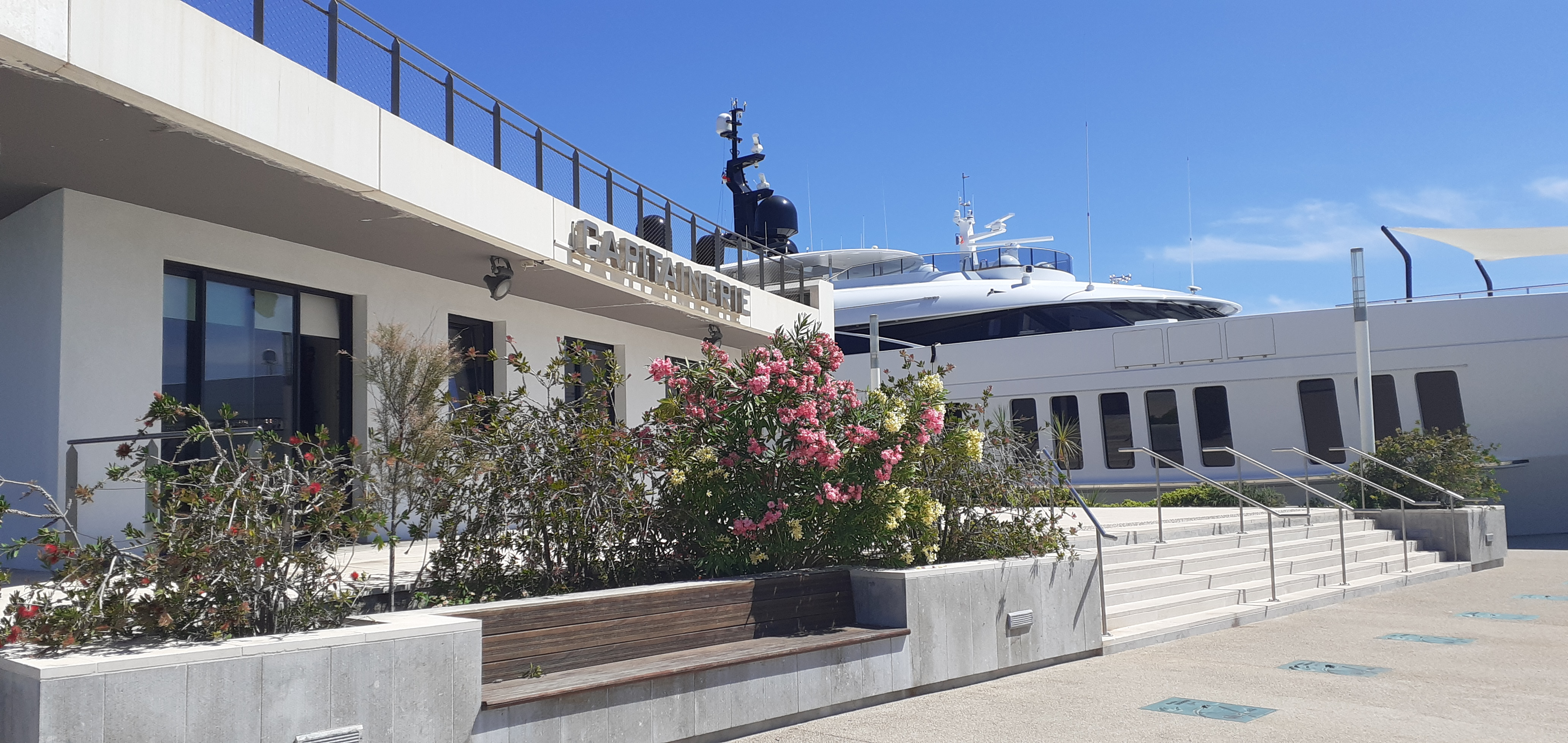
La capitainerie
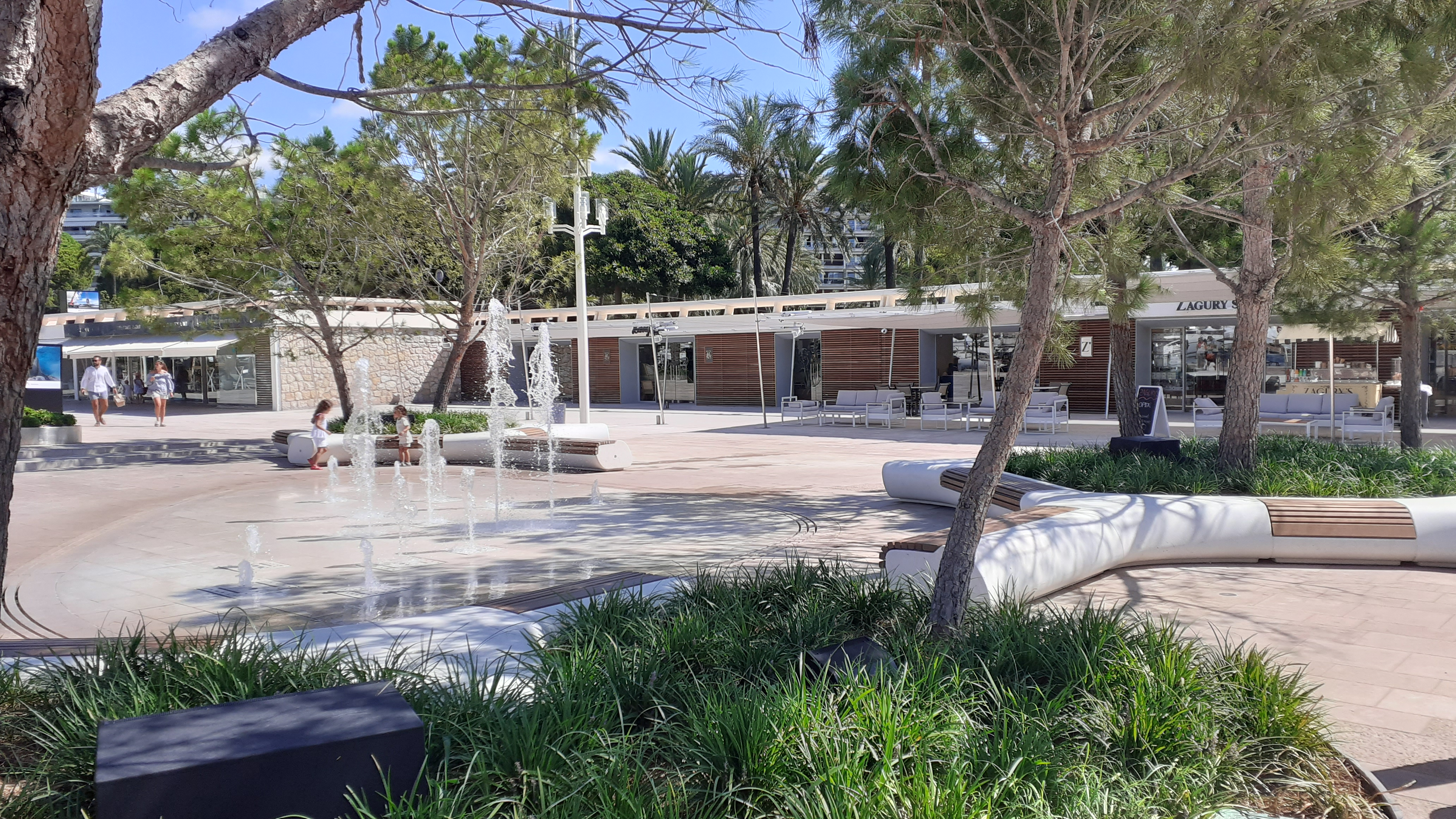
L'Espace Grand Large
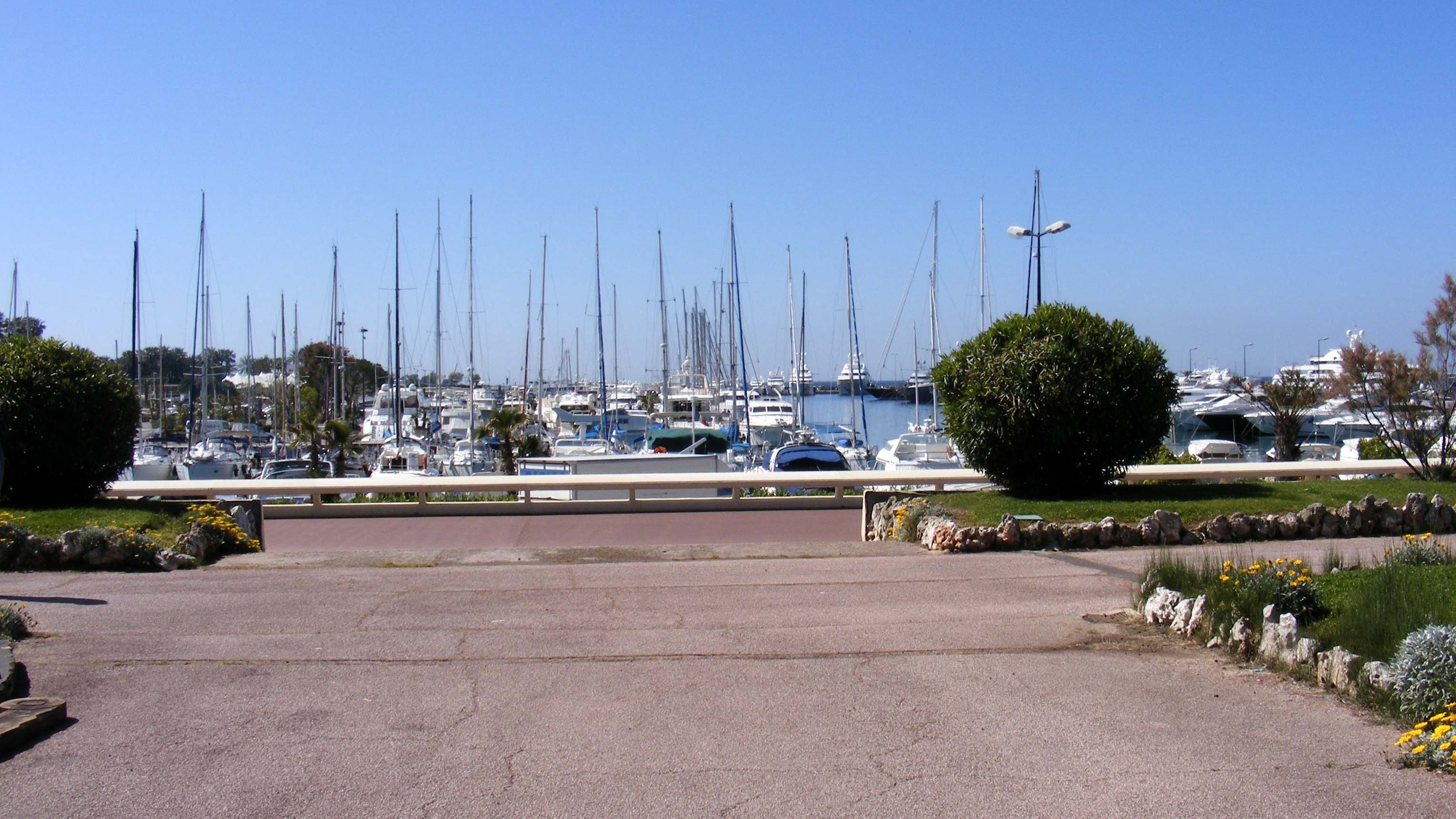
Espace piéton

Des travaux de requalification et d'embellissement des espaces publics du port ont été réalisés avec l'inauguration en mai 2021 de la place centrale baptisée  « Espace Grand Large ».

## Quelques événements
- Les Régates Royales de Cannes[11]